# Балановац
Балановац је насеље у Србији у општини Књажевац у Зајечарском округу. Према попису из 2022. било је 185 становника (према попису из 1991. било је 422 становника).

## Демографија
У насељу Балановац живи 171 пунолетни становник, а просечна старост становништва износи 52,1 година (50,1 код мушкараца и 54,1 код жена). У насељу има 72 домаћинства, а просечан број чланова по домаћинству је 2,57.
Ово насеље је великим делом насељено Србима (према попису из 2002. године), а у последња три пописа, примећен је пад у броју становника.
|  |

| Демографија | Демографија | Демографија |
| Година      | Становника  | Становника  |
| ----------- | ----------- | ----------- |
| 1948.       | 666         |             |
| 1953.       | 682         |             |
| 1961.       | 661         |             |
| 1971.       | 568         |             |
| 1981.       | 519         |             |
| 1991.       | 422         | 422         |
| 2002.       | 328         | 328         |
| 2022.       | 185         |             |

| Етнички састав према попису из 2002.‍ | Етнички састав према попису из 2002.‍ | Етнички састав према попису из 2002.‍ | Етнички састав према попису из 2002.‍ | Етнички састав према попису из 2002.‍ |
| ------------------------------------ | ------------------------------------ | ------------------------------------ | ------------------------------------ | ------------------------------------ |
|                                      |                                      |                                      |                                      |                                      |
| Срби                                 | Срби                                 |                                      | 326                                  | 99,39%                               |
| Македонци                            | Македонци                            |                                      | 1                                    | 0,30%                                |
| непознато                            | непознато                            |                                      | 1                                    | 0,30%                                |

| Година пописа     | 1948. | 1953. | 1961. | 1971. | 1981. | 1991. | 2002. |
| ----------------- | ----- | ----- | ----- | ----- | ----- | ----- | ----- |
| Број домаћинстава | 144   | 150   | 153   | 146   | 129   | 119   | 102   |

| Број чланова      | 1  | 2  | 3  | 4  | 5 | 6  | 7 | 8 | 9 | 10 и више | Просек |
| ----------------- | -- | -- | -- | -- | - | -- | - | - | - | --------- | ------ |
| Број домаћинстава | 24 | 21 | 19 | 13 | 7 | 10 | 6 | 2 | 0 | 0         | 3,22   |

| Пол    | Укупно | Неожењен/Неудата | Ожењен/Удата | Удовац/Удовица | Разведен/Разведена | Непознато |
| ------ | ------ | ---------------- | ------------ | -------------- | ------------------ | --------- |
| Мушки  | 136    | 31               | 89           | 10             | 6                  | 0         |
| Женски | 167    | 16               | 91           | 52             | 8                  | 0         |
| УКУПНО | 303    | 47               | 180          | 62             | 14                 | 0         |

| Пол    | Укупно                    | Пољопривреда, лов и шумарство | Рибарство                            | Вађење руде и камена | Прерађивачка индустрија       |
| ------ | ------------------------- | ----------------------------- | ------------------------------------ | -------------------- | ----------------------------- |
| Мушки  | 47                        | 12                            | 0                                    | 1                    | 16                            |
| Женски | 32                        | 8                             | 0                                    | 0                    | 12                            |
| УКУПНО | 79                        | 20                            | 0                                    | 1                    | 28                            |
| Пол    | Производња и снабдевање   | Грађевинарство                | Трговина                             | Хотели и ресторани   | Саобраћај, складиштење и везе |
| Мушки  | 1                         | 4                             | 5                                    | 0                    | 2                             |
| Женски | 0                         | 0                             | 5                                    | 1                    | 0                             |
| УКУПНО | 1                         | 4                             | 10                                   | 1                    | 2                             |
| Пол    | Финансијско посредовање   | Некретнине                    | Државна управа и одбрана             | Образовање           | Здравствени и социјални рад   |
| Мушки  | 0                         | 0                             | 1                                    | 1                    | 2                             |
| Женски | 0                         | 2                             | 1                                    | 1                    | 1                             |
| УКУПНО | 0                         | 2                             | 2                                    | 2                    | 3                             |
| Пол    | Остале услужне активности | Приватна домаћинства          | Екстериторијалне организације и тела | Непознато            | Непознато                     |
| Мушки  | 0                         | 0                             | 0                                    | 2                    | 2                             |
| Женски | 0                         | 0                             | 0                                    | 1                    | 1                             |
| УКУПНО | 0                         | 0                             | 0                                    | 3                    | 3                             |